# Amstel Gold Race 2025
Cet article concerne l'édition masculine de l'Amstel Gold Race. Pour la course féminine, voir Amstel Gold Race féminine 2025.
L'Amstel Gold Race 2025 est la 59e édition de cette course cycliste masculine sur route. Elle a lieu le 20 avril 2025 et fait partie du calendrier UCI World Tour 2025 en catégorie 1.UWT.

## Présentation
La course est organisée par la Fondation Amstel Gold Race (Stichting Amstel Gold Race) avec Flanders Classics pour la première fois cette année. C'est une épreuve de l'UCI World Tour 2025 et la première des trois classiques ardennaises de la saison.

### Parcours
Le parcours de la course se caractérise par de nombreux virages, des routes étroites et de nombreuses pentes courtes mais raides du sud du Limbourg néerlandais avec une courte incursion dans le province de Liège, en Belgique. La course se compose d'un parcours habituel débutant par une partie en ligne suivie par deux boucles finales. Le Cauberg revient dans la final de la classique avec une ligne d'arrivée tracée deux kilomètres après son sommet.
| #  |                     | Kilometre | Longueur (m) | Ø Pente moyenne | Pente maximale |
| -- | ------------------- | --------- | ------------ | --------------- | -------------- |
| 1  | Maasberg            | 11,6      | 700          | 3,7 %           | 10,1 %         |
| 2  | Adsteeg             | 30,1      | 700          | 4,3 %           | 7,5 %          |
| 3  | Bergseweg           | 45,6      | 2700         | 3,3 %           | 6,8 %          |
| 4  | Korenweg            | 49,1      | 900          | 5,7 %           | 10,2 %         |
| 5  | Nijswillerweg       | 54,6      | 1300         | 2,7 %           | 5,2 %          |
| 6  | Rijksweg            | 64,1      | 3100         | 2,8 %           | 4,9 %          |
| 7  | Wolfsberg           | 84,2      | 1200         | 2,8 %           | 12,0 %         |
| 8  | Loorberg            | 87,9      | 1500         | 5,3 %           | 8,6 %          |
| 9  | Schweibergergweg    | 99,2      | 2700         | 4,5 %           | 7,1 %          |
| 10 | Camerig             | 105,6     | 4400         | 4,0 %           | 7,7 %          |
| 11 | Drielandenpunt      | 118,1     | 3200         | 4,4 %           | 9,9 %          |
| 12 | Gemmenich           | 122,4     | 800          | 7,2 %           | 8,8 %          |
| 13 | Vijlenerbos         | 126,4     | 2700         | 3,8 %           | 10,7 %         |
| 14 | Erperheide          | 133,5     | 2100         | 4,7 %           | 8,0 %          |
| 15 | Gulperberg          | 143,0     | 920          | 5,6 %           | 17,0 %         |
| 16 | Plettenberg         | 147,3     | 1200         | 3,7 %           | 8,0 %          |
| 17 | Eyserweg            | 149,5     | 2100         | 4,4 %           | 9,0 %          |
| 18 | Schanternelsweg     | 153,4     | 1000         | 5,6 %           | 12,0 %         |
| 19 | Vrakelberg          | 158,6     | 600          | 7,2 %           | 11,4 %         |
| 20 | Sibbergrubbe        | 166,4     | 2100         | 3,6 %           | 6,0 %          |
| 21 | Cauberg             | 170,8     | 800          | 6,5 %           | 12,8 %         |
|    | Ligne d'arrivée (1) | 173,3     |              |                 |                |
| 22 | Geulhemmerberg      | 175,4     | 1200         | 4,6 %           | 8,0 %          |
| 23 | Keederberg          | 182,8     | 2000         | 3,1 %           | 8,0 %          |
| 24 | Bemelerberg         | 186,1     | 900          | 4,5 %           | 7,0 %          |
| 25 | Loorberg            | 201,3     | 1500         | 5,3 %           | 8,6 %          |
| 26 | Gulperberg          | 208,3     | 920          | 5,6 %           | 17,0 %         |
| 27 | Kruisberg           | 213,4     | 600          | 8,8 %           | 15,5 %         |
| 28 | Eyserbosweg         | 215,3     | 900          | 9,3 %           | 17,0 %         |
| 29 | Fromberg            | 219,0     | 1600         | 3,6 %           | 8,0 %          |
| 30 | Keutenberg          | 222,9     | 1200         | 5,9 %           | 22,0 %         |
| 31 | Cauberg             | 233,6     | 800          | 6,5 %           | 12,8 %         |
|    | Ligne d'arrivée (2) | 236,1     |              |                 |                |
| 32 | Geulhemmerberg      | 238,4     | 1000         | 5,0 %           | 8,0 %          |
| 33 | Bemelerberg         | 245,1     | 900          | 4,5 %           | 7,0 %          |
| 34 | Cauberg             | 253,4     | 800          | 6,5 %           | 12,8 %         |
|    | Arrivée             | 255,9     |              |                 |                |

### Équipes
| WorldTeams (18)- EF Education-EasyPost - Lidl-Trek - UAE Team Emirates XRG - Decathlon AG2R La Mondiale Team - Red Bull-BORA-hansgrohe - Soudal Quick-Step - Cofidis - Alpecin-Deceuninck - Arkéa-B&B Hotels - Team Visma \| Lease a Bike - Ineos Grenadiers - Intermarché-Wanty - Groupama-FDJ - Movistar Team - Team Picnic-PostNL - Team Jayco AlUla - Bahrain-Victorious - XDS Astana Team ProTeams (7)- Lotto - Uno-X Mobility - Israel-Premier Tech - Q36.5 Pro Cycling Team - Team TotalEnergies - Tudor Pro Cycling Team - Unibet Tietema Rockets |
| |

### Favoris
Vainqueur en 2023, le Slovène champion du monde Tadej Pogačar est le grand favori. Le Britannique tenant du titre Tom Pidcock figure sans doute parmi ses plus redoutables adversaires. Les autres candidats à la victoire ou à un podium sont les Belges Wout van Aert, vainqueur en 2021, Remco Evenepoel dont c'est la première participation et vainqueur deux jours plus tôt de la Flèche brabançonne, Dylan Teuns et Maxim Van Gils, le Suisse Marc Hirschi, l'Australien Ben O'Connor, les Espagnols Pello Bilbao et Alex Aranburu, le Danois Mattias Skjelmose, l'Américain Neilson Powless, le Français Kévin Vauquelin et le Colombien Santiago Buitrago.

## Récit de la course
Huit hommes réussissent à s'extraire du peloton après une quarantaine de kilomètres. L'avance de ces fuyards culmine à 4 min 30 sec. À 107 kilomètres de l'arrivée, une importante chute dans le peloton met à terre plusieurs favoris dont Wout van Aert, Remco Evenepoel et Thibau Nys apparemment sans trop de gravité et Jhonatan Narváez qui abandonne un peu plus tard. Lors du premier passage de la ligne d'arrivée (82 km à parcourir), l'échappée réduite à quatre coureurs (Rémi Cavagna, Michel Hessmann, Cédric Beullens et Jelle Johannink) ne compte plus qu'un avantage d'une trentaine de secondes. À 71 kilomètres du terme, les derniers membres de l'échappée sont repris par le peloton qui perd des unités à chaque montée.
À 47,6 km de l'arrivée, Julian Alaphilippe place une attaque dans le Gulperberg. Il est suivi par le seul Tadej Pogačar. Cinq kilomètres plus loin, Pogačar dépose Alaphilippe dans la côte suivante du Kruisberg et creuse un écart sur ses poursuivants qui reprennent rapidement le Français. À une trentaine de kilomètres du terme, Mattias Skjelmose contre attaque derrière Pogačar qui possède une avance d'une trentaine de secondes. À 27 km de l'arrivée, c'est au tour de Remco Evenepoel de sortir seul du groupe de chasse. Le Belge revient sur Skjelmose quelques minutes plus tard. Le duo collabore et reprend très progressivement du temps sur le champion du monde slovène qu'il finit par rattraper à 8 kilomètres du but. Les trois hommes se disputent la victoire sur le plateau au sommet du Cauberg. Remco Evenepoel, en tête, lance le sprint mais il est remonté par Mattias Skjelmose qui l'emporte d'un quart de roue devant Tadej Pogačar. Wout van Aert gagne le sprint pour la quatrième place.

## Classements

### Classement de la course
| \| Classement général \| Classement général \| Classement général \| Classement général \| Classement général \| \| Coureur \| Coureur \| Pays \| Équipe \| Temps \| \| ------------------ \| ------------------ \| ------------------ \| -------------------------- \| ------------------ \| \| 1er \| Mattias Skjelmose \| Danemark \| Lidl-Trek \| 5 h 49 min 58 s \| \| 2e \| Tadej Pogačar \| Slovénie \| UAE Team Emirates XRG \| + 0 s \| \| 3e \| Remco Evenepoel \| Belgique \| Soudal Quick-Step \| + 0 s \| \| 4e \| Wout van Aert \| Belgique \| Team Visma \\| Lease a Bike \| + 34 s \| \| 5e \| Michael Matthews \| Australie \| Team Jayco AlUla \| + 34 s \| \| 6e \| Louis Barré \| France \| Intermarché-Wanty \| + 34 s \| \| 7e \| Romain Grégoire \| France \| Groupama-FDJ \| + 34 s \| \| 8e \| Tiesj Benoot \| Belgique \| Team Visma \\| Lease a Bike \| + 34 s \| \| 9e \| Tom Pidcock \| Royaume-Uni \| Q36.5 Pro Cycling Team \| + 34 s \| \| 10e \| Ben Healy \| Irlande \| EF Education-EasyPost \| + 34 s \| |                   |             |                            |                 |
| |                   |             |                            |                 |
| |                   |             |                            |                 |
| Classement général |                   |             |                            |                 |
| Coureur | Coureur           | Pays        | Équipe                     | Temps           |
| 1er | Mattias Skjelmose | Danemark    | Lidl-Trek                  | 5 h 49 min 58 s |
| 2e | Tadej Pogačar     | Slovénie    | UAE Team Emirates XRG      | + 0 s           |
| 3e | Remco Evenepoel   | Belgique    | Soudal Quick-Step          | + 0 s           |
| 4e | Wout van Aert     | Belgique    | Team Visma \| Lease a Bike | + 34 s          |
| 5e | Michael Matthews  | Australie   | Team Jayco AlUla           | + 34 s          |
| 6e | Louis Barré       | France      | Intermarché-Wanty          | + 34 s          |
| 7e | Romain Grégoire   | France      | Groupama-FDJ               | + 34 s          |
| 8e | Tiesj Benoot      | Belgique    | Team Visma \| Lease a Bike | + 34 s          |
| 9e | Tom Pidcock       | Royaume-Uni | Q36.5 Pro Cycling Team     | + 34 s          |
| 10e | Ben Healy         | Irlande     | EF Education-EasyPost      | + 34 s          |

### Classements UCI
La course attribue des points au classement mondial UCI 2025 selon le barème suivant :
| Position           | 1er | 2e  | 3e  | 4e  | 5e  | 6e  | 7e  | 8e  | 9e  | 10e | 11e | 12e | 13e | 14e | 15e | 16e à 20e | 21e à 30e | 31e à 50e | 51e à 55e | 56e à 60e |
| Classement général | 500 | 400 | 325 | 275 | 225 | 175 | 150 | 125 | 100 | 85  | 70  | 60  | 50  | 40  | 35  | 30        | 20        | 10        | 5         | 3         |

## Liste des participants
| Légende | Légende                                                                    | Légende | Légende                                                    |
| ------- | -------------------------------------------------------------------------- | ------- | ---------------------------------------------------------- |
| Num     | Dossard de départ porté par le coureur sur cette Amstel Gold Race          | Pos     | Position à l'arrivée de la course                          |
|         | Indique un maillot de champion national ou mondial, suivi de sa spécialité | NP      | Indique un coureur qui n'a pas pris le départ de la course |
| AB      | Indique un coureur qui n'a pas terminé la course                           | HD      | Indique un coureur qui a terminé la course hors des délais |
| DSQ     | Indique un coureur qui a été disqualifié de la course                      |         |                                                            |

| Q36.5 Pro Cycling Team Q36 | Q36.5 Pro Cycling Team Q36  | Q36.5 Pro Cycling Team Q36 |
| -------------------------- | --------------------------- | -------------------------- |
| Num                        | Coureur                     | Pos                        |
| 1                          | Tom Pidcock (GBR)           | 9e                         |
| 2                          | Nickolas Zukowsky (CAN)     | AB                         |
| 3                          | Xabier Mikel Azparren (ESP) | AB                         |
| 4                          | Fabio Christen (SUI)        | AB                         |
| 5                          | Mark Donovan (GBR)          | AB                         |
| 6                          | Milan Vader (NED)           | 37e                        |
| 7                          | Emīls Liepiņš (LAT) (route) | AB                         |

| Tudor Pro Cycling Team TUD | Tudor Pro Cycling Team TUD | Tudor Pro Cycling Team TUD |
| -------------------------- | -------------------------- | -------------------------- |
| Num                        | Coureur                    | Pos                        |
| 11                         | Marc Hirschi (SUI)         | 40e                        |
| 12                         | Julian Alaphilippe (FRA)   | 20e                        |
| 13                         | Fabian Weiss (SUI)         | AB                         |
| 14                         | Marius Mayrhofer (GER)     | AB                         |
| 15                         | Luc Wirtgen (LUX)          | AB                         |
| 16                         | Hannes Wilksch (GER)       | AB                         |
| 17                         | Matteo Trentin (ITA)       | AB                         |

| Team Visma \| Lease a Bike TVL | Team Visma \| Lease a Bike TVL | Team Visma \| Lease a Bike TVL |
| ------------------------------ | ------------------------------ | ------------------------------ |
| Num                            | Coureur                        | Pos                            |
| 21                             | Wout van Aert (BEL)            | 4e                             |
| 22                             | Tiesj Benoot (BEL)             | 8e                             |
| 23                             | Daniel McLay (GBR)             | AB                             |
| 24                             | Ben Tulett (GBR)               | 21e                            |
| 25                             | Attila Valter (HUN) (route)    | 22e                            |
| 26                             | Tosh Van der Sande (BEL)       | AB                             |
| 27                             | Dylan van Baarle (NED)         | 73e                            |

| XDS Astana Team XAT | XDS Astana Team XAT       | XDS Astana Team XAT |
| ------------------- | ------------------------- | ------------------- |
| Num                 | Coureur                   | Pos                 |
| 31                  | Clément Champoussin (FRA) | AB                  |
| 32                  | Nicola Conci (ITA)        | 34e                 |
| 33                  | Fausto Masnada (ITA)      | AB                  |
| 34                  | Ide Schelling (NED)       | AB                  |
| 35                  | Christian Scaroni (ITA)   | AB                  |
| 36                  | Darren van Bekkum (NED)   | AB                  |
| 37                  | Simone Velasco (ITA)      | 50e                 |

| UAE Team Emirates XRG UAD | UAE Team Emirates XRG UAD      | UAE Team Emirates XRG UAD |
| ------------------------- | ------------------------------ | ------------------------- |
| Num                       | Coureur                        | Pos                       |
| 41                        | Tadej Pogačar (SLO) (route)    | 2e                        |
| 42                        | Tim Wellens (BEL)              | AB                        |
| 43                        | Felix Großschartner (AUT)      | 68e                       |
| 44                        | Brandon McNulty (USA)          | 11e                       |
| 45                        | Jhonatan Narváez (ECU) (route) | AB                        |
| 46                        | Domen Novak (SLO) (route)      | AB                        |
| 47                        | Pavel Sivakov (FRA)            | 55e                       |

| Team Picnic-PostNL TPP | Team Picnic-PostNL TPP    | Team Picnic-PostNL TPP |
| ---------------------- | ------------------------- | ---------------------- |
| Num                    | Coureur                   | Pos                    |
| 51                     | Enzo Leijnse (NED)        | AB                     |
| 52                     | Romain Combaud (FRA)      | AB                     |
| 53                     | Sean Flynn (GBR)          | AB                     |
| 54                     | Warren Barguil (FRA)      | 30e                    |
| 55                     | Timo Roosen (NED)         | AB                     |
| 56                     | Kevin Vermaerke (USA)     | AB                     |
| 57                     | Frank van den Broek (NED) | 26e                    |

| Team Jayco AlUla JAY | Team Jayco AlUla JAY       | Team Jayco AlUla JAY |
| -------------------- | -------------------------- | -------------------- |
| Num                  | Coureur                    | Pos                  |
| 61                   | Michael Matthews (AUS)     | 5e                   |
| 62                   | Patrick Gamper (AUT)       | AB                   |
| 63                   | Anders Foldager (DEN)      | 59e                  |
| 64                   | Alan Hatherly (RSA)        | AB                   |
| 65                   | Ben O'Connor (AUS)         | AB                   |
| 66                   | Mauro Schmid (SUI) (route) | 15e                  |
| 67                   | Filippo Zana (ITA)         | AB                   |

| Soudal Quick-Step SOQ | Soudal Quick-Step SOQ       | Soudal Quick-Step SOQ |
| --------------------- | --------------------------- | --------------------- |
| Num                   | Coureur                     | Pos                   |
| 71                    | Remco Evenepoel (BEL)       | 3e                    |
| 72                    | Ilan Van Wilder (BEL)       | 54e                   |
| 73                    | Louis Vervaeke (BEL)        | 58e                   |
| 74                    | Pepijn Reinderink (NED)     | AB                    |
| 75                    | Maximilian Schachmann (GER) | 53e                   |
| 76                    | Mauri Vansevenant (BEL)     | 42e                   |
| 77                    | Pascal Eenkhoorn (NED)      | AB                    |

| Red Bull-Bora-Hansgrohe RBH | Red Bull-Bora-Hansgrohe RBH   | Red Bull-Bora-Hansgrohe RBH |
| --------------------------- | ----------------------------- | --------------------------- |
| Num                         | Coureur                       | Pos                         |
| 81                          | Maxim Van Gils (BEL)          | AB                          |
| 82                          | Roger Adrià (ESP)             | AB                          |
| 83                          | Finn Fisher-Black (NZL)       | AB                          |
| 84                          | Alexander Hajek (AUT) (route) | AB                          |
| 85                          | Jonas Koch (GER)              | AB                          |
| 86                          | Mick van Dijke (NED)          | 72e                         |
| 87                          | Tim van Dijke (NED)           | AB                          |

| Movistar Team MOV | Movistar Team MOV                | Movistar Team MOV |
| ----------------- | -------------------------------- | ----------------- |
| Num               | Coureur                          | Pos               |
| 91                | Ruben Guerreiro (POR)            | AB                |
| 92                | Nélson Oliveira (POR)            | AB                |
| 93                | Davide Formolo (ITA)             | 27e               |
| 94                | Gregor Mühlberger (AUT)          | 35e               |
| 95                | Michel Hessmann (GER)            | AB                |
| 96                | Gonzalo Serrano (ESP)            | AB                |
| 97                | Natnael Tesfatsion (ERI) (route) | AB                |

| Lidl-Trek TBL | Lidl-Trek TBL           | Lidl-Trek TBL |
| ------------- | ----------------------- | ------------- |
| Num           | Coureur                 | Pos           |
| 101           | Thibau Nys (BEL)        | 12e           |
| 102           | Andrea Bagioli (ITA)    | 36e           |
| 103           | Mattias Skjelmose (DEN) | 1er           |
| 104           | Patrick Konrad (AUT)    | 41e           |
| 105           | Toms Skujiņš (LAT)      | 39e           |
| 106           | Quinn Simmons (USA)     | AB            |
| 107           | Otto Vergaerde (BEL)    | AB            |

| Intermarché-Wanty IWA | Intermarché-Wanty IWA  | Intermarché-Wanty IWA |
| --------------------- | ---------------------- | --------------------- |
| Num                   | Coureur                | Pos                   |
| 111                   | Louis Barré (FRA)      | 6e                    |
| 112                   | Kamiel Bonneu (BEL)    | 79e                   |
| 113                   | Dries De Pooter (BEL)  | AB                    |
| 114                   | Alexander Kamp (DEN)   | 18e                   |
| 115                   | Georg Zimmermann (GER) | 31e                   |
| 116                   | Lorenzo Rota (ITA)     | AB                    |
| 117                   | Luca Van Boven (BEL)   | 74e                   |

| Ineos Grenadiers IGD | Ineos Grenadiers IGD     | Ineos Grenadiers IGD |
| -------------------- | ------------------------ | -------------------- |
| Num                  | Coureur                  | Pos                  |
| 121                  | Tobias Foss (NOR)        | AB                   |
| 122                  | Omar Fraile (ESP)        | AB                   |
| 123                  | Bob Jungels (LUX)        | AB                   |
| 124                  | Victor Langellotti (MON) | 71e                  |
| 125                  | Axel Laurance (FRA)      | 49e                  |
| 126                  | Magnus Sheffield (USA)   | 51e                  |
| 127                  | Artem Shmidt (USA)       | 63e                  |

| Groupama-FDJ GFC | Groupama-FDJ GFC            | Groupama-FDJ GFC |
| ---------------- | --------------------------- | ---------------- |
| Num              | Coureur                     | Pos              |
| 131              | Valentin Madouas (FRA)      | 19e              |
| 132              | Cyril Barthe (FRA)          | AB               |
| 133              | Rémi Cavagna (FRA)          | 69e              |
| 134              | Kevin Geniets (LUX) (route) | 43e              |
| 135              | Romain Grégoire (FRA)       | 7e               |
| 136              | Johan Jacobs (SUI)          | AB               |
| 137              | Quentin Pacher (FRA)        | 33e              |

| EF Education-EasyPost EFE | EF Education-EasyPost EFE | EF Education-EasyPost EFE |
| ------------------------- | ------------------------- | ------------------------- |
| Num                       | Coureur                   | Pos                       |
| 141                       | Ben Healy (IRL)           | 10e                       |
| 142                       | Vincenzo Albanese (ITA)   | AB                        |
| 143                       | Samuele Battistella (ITA) | 70e                       |
| 144                       | Neilson Powless (USA)     | 13e                       |
| 145                       | Alex Baudin (FRA)         | 48e                       |
| 146                       | Harry Sweeny (AUS)        | AB                        |
| 147                       | Marijn van den Berg (NED) | AB                        |

| Decathlon-AG2R La Mondiale DAT | Decathlon-AG2R La Mondiale DAT | Decathlon-AG2R La Mondiale DAT |
| ------------------------------ | ------------------------------ | ------------------------------ |
| Num                            | Coureur                        | Pos                            |
| 151                            | Pierre Gautherat (FRA)         | AB                             |
| 152                            | Dorian Godon (FRA)             | 44e                            |
| 153                            | Sander De Pestel (BEL)         | AB                             |
| 154                            | Noa Isidore (FRA)              | AB                             |
| 155                            | Jordan Labrosse (FRA)          | AB                             |
| 156                            | Oliver Naesen (BEL)            | AB                             |
| 157                            | Bastien Tronchon (FRA)         | 38e                            |

| Cofidis COF | Cofidis COF                 | Cofidis COF |
| ----------- | --------------------------- | ----------- |
| Num         | Coureur                     | Pos         |
| 161         | Dylan Teuns (BEL)           | 46e         |
| 162         | Sam Maisonobe (FRA)         | AB          |
| 163         | Alex Aranburu (ESP) (route) | AB          |
| 164         | Valentin Ferron (FRA)       | AB          |
| 165         | Ludovic Robeet (BEL)        | AB          |
| 166         | Damien Touzé (FRA)          | 67e         |
| 167         | Jan Maas (NED)              | AB          |

| Bahrain Victorious TBV | Bahrain Victorious TBV   | Bahrain Victorious TBV |
| ---------------------- | ------------------------ | ---------------------- |
| Num                    | Coureur                  | Pos                    |
| 171                    | Pello Bilbao (ESP)       | 25e                    |
| 172                    | Santiago Buitrago (COL)  | 29e                    |
| 173                    | Nicolò Buratti (ITA)     | AB                     |
| 174                    | Edoardo Zambanini (ITA)  | 45e                    |
| 175                    | Fred Wright (GBR)        | AB                     |
| 176                    | Robert Stannard (AUS)    | AB                     |
| 177                    | Mathijs Paasschens (NED) | AB                     |

| Arkéa-B&B Hotels ARK | Arkéa-B&B Hotels ARK    | Arkéa-B&B Hotels ARK |
| -------------------- | ----------------------- | -------------------- |
| Num                  | Coureur                 | Pos                  |
| 181                  | Anthony Delaplace (FRA) | 66e                  |
| 182                  | Simon Guglielmi (FRA)   | AB                   |
| 183                  | Laurens Huys (BEL)      | AB                   |
| 184                  | Mathis Le Berre (FRA)   | 60e                  |
| 185                  | Kévin Vauquelin (FRA)   | AB                   |
| 186                  | Donavan Grondin (FRA)   | AB                   |
| 187                  | Victor Guernalec (FRA)  | AB                   |

| Alpecin-Deceuninck ADC | Alpecin-Deceuninck ADC  | Alpecin-Deceuninck ADC |
| ---------------------- | ----------------------- | ---------------------- |
| Num                    | Coureur                 | Pos                    |
| 191                    | Gal Glivar (SLO)        | 76e                    |
| 192                    | Quinten Hermans (BEL)   | 16e                    |
| 193                    | Xandro Meurisse (BEL)   | 52e                    |
| 194                    | Oscar Riesebeek (NED)   | AB                     |
| 195                    | Henri Uhlig (GER)       | AB                     |
| 196                    | Gianni Vermeersch (BEL) | AB                     |
| 197                    | Emiel Verstrynge (BEL)  | 75e                    |

| Uno-X Mobility UXM | Uno-X Mobility UXM           | Uno-X Mobility UXM |
| ------------------ | ---------------------------- | ------------------ |
| Num                | Coureur                      | Pos                |
| 201                | Martin Bugge Urianstad (NOR) | AB                 |
| 202                | Fredrik Dversnes (NOR)       | 32e                |
| 203                | Ådne Holter (NOR)            | 62e                |
| 204                | Stian Fredheim (NOR)         | AB                 |
| 205                | Andreas Leknessund (NOR)     | 28e                |
| 206                | William Blume Levy (DEN)     | AB                 |
| 207                | Erik Nordsæter Resell (NOR)  | AB                 |

| Lotto LOT | Lotto LOT                   | Lotto LOT |
| --------- | --------------------------- | --------- |
| Num       | Coureur                     | Pos       |
| 211       | Cédric Beullens (BEL)       | AB        |
| 212       | Logan Currie (NZL)          | AB        |
| 213       | Jarrad Drizners (AUS)       | AB        |
| 214       | Arjen Livyns (BEL)          | 77e       |
| 215       | Reuben Thompson (NZL)       | 56e       |
| 216       | Jonas Gregaard Wilsly (DEN) | AB        |
| 217       | Henri Vandenabeele (BEL)    | AB        |

| Israel-Premier Tech IPT | Israel-Premier Tech IPT | Israel-Premier Tech IPT |
| ----------------------- | ----------------------- | ----------------------- |
| Num                     | Coureur                 | Pos                     |
| 221                     | Simon Clarke (AUS)      | 64e                     |
| 222                     | Joseph Blackmore (GBR)  | 14e                     |
| 223                     | Alexey Lutsenko (KAZ)   | 17e                     |
| 224                     | Nadav Raisberg (ISR)    | AB                      |
| 225                     | Nick Schultz (AUS)      | AB                      |
| 226                     | Riley Sheehan (USA)     | AB                      |
| 227                     | Corbin Strong (NZL)     | 65e                     |

| Unibet Tietema Rockets RKT | Unibet Tietema Rockets RKT | Unibet Tietema Rockets RKT |
| -------------------------- | -------------------------- | -------------------------- |
| Num                        | Coureur                    | Pos                        |
| 231                        | Joren Bloem (NED)          | AB                         |
| 232                        | Hartthijs de Vries (NED)   | 61e                        |
| 233                        | Jelle Johannink (NED)      | AB                         |
| 234                        | Tomáš Kopecký (CZE)        | 78e                        |
| 235                        | Lukáš Kubiš (SVK) (route)  | AB                         |
| 236                        | Lander Loockx (BEL)        | 47e                        |
| 237                        | Sergio Meris (ITA)         | AB                         |

| Team TotalEnergies TEN | Team TotalEnergies TEN    | Team TotalEnergies TEN |
| ---------------------- | ------------------------- | ---------------------- |
| Num                    | Coureur                   | Pos                    |
| 241                    | Mathieu Burgaudeau (FRA)  | 24e                    |
| 242                    | Rayan Boulahoite (FRA)    | AB                     |
| 243                    | Alexandre Delettre (FRA)  | 23e                    |
| 244                    | Sandy Dujardin (FRA)      | 57e                    |
| 245                    | Baptiste Vadic (FRA)      | AB                     |
| 246                    | Valentin Retailleau (FRA) | AB                     |
| 247                    | Anthony Turgis (FRA)      | AB                     |

| Q36.5 Pro Cycling Team Q36 | Q36.5 Pro Cycling Team Q36  | Q36.5 Pro Cycling Team Q36 |
| -------------------------- | --------------------------- | -------------------------- |
| Num                        | Coureur                     | Pos                        |
| 1                          | Tom Pidcock (GBR)           | 9e                         |
| 2                          | Nickolas Zukowsky (CAN)     | AB                         |
| 3                          | Xabier Mikel Azparren (ESP) | AB                         |
| 4                          | Fabio Christen (SUI)        | AB                         |
| 5                          | Mark Donovan (GBR)          | AB                         |
| 6                          | Milan Vader (NED)           | 37e                        |
| 7                          | Emīls Liepiņš (LAT) (route) | AB                         |

| Tudor Pro Cycling Team TUD | Tudor Pro Cycling Team TUD | Tudor Pro Cycling Team TUD |
| -------------------------- | -------------------------- | -------------------------- |
| Num                        | Coureur                    | Pos                        |
| 11                         | Marc Hirschi (SUI)         | 40e                        |
| 12                         | Julian Alaphilippe (FRA)   | 20e                        |
| 13                         | Fabian Weiss (SUI)         | AB                         |
| 14                         | Marius Mayrhofer (GER)     | AB                         |
| 15                         | Luc Wirtgen (LUX)          | AB                         |
| 16                         | Hannes Wilksch (GER)       | AB                         |
| 17                         | Matteo Trentin (ITA)       | AB                         |

| Team Visma \| Lease a Bike TVL | Team Visma \| Lease a Bike TVL | Team Visma \| Lease a Bike TVL |
| ------------------------------ | ------------------------------ | ------------------------------ |
| Num                            | Coureur                        | Pos                            |
| 21                             | Wout van Aert (BEL)            | 4e                             |
| 22                             | Tiesj Benoot (BEL)             | 8e                             |
| 23                             | Daniel McLay (GBR)             | AB                             |
| 24                             | Ben Tulett (GBR)               | 21e                            |
| 25                             | Attila Valter (HUN) (route)    | 22e                            |
| 26                             | Tosh Van der Sande (BEL)       | AB                             |
| 27                             | Dylan van Baarle (NED)         | 73e                            |

| XDS Astana Team XAT | XDS Astana Team XAT       | XDS Astana Team XAT |
| ------------------- | ------------------------- | ------------------- |
| Num                 | Coureur                   | Pos                 |
| 31                  | Clément Champoussin (FRA) | AB                  |
| 32                  | Nicola Conci (ITA)        | 34e                 |
| 33                  | Fausto Masnada (ITA)      | AB                  |
| 34                  | Ide Schelling (NED)       | AB                  |
| 35                  | Christian Scaroni (ITA)   | AB                  |
| 36                  | Darren van Bekkum (NED)   | AB                  |
| 37                  | Simone Velasco (ITA)      | 50e                 |

| UAE Team Emirates XRG UAD | UAE Team Emirates XRG UAD      | UAE Team Emirates XRG UAD |
| ------------------------- | ------------------------------ | ------------------------- |
| Num                       | Coureur                        | Pos                       |
| 41                        | Tadej Pogačar (SLO) (route)    | 2e                        |
| 42                        | Tim Wellens (BEL)              | AB                        |
| 43                        | Felix Großschartner (AUT)      | 68e                       |
| 44                        | Brandon McNulty (USA)          | 11e                       |
| 45                        | Jhonatan Narváez (ECU) (route) | AB                        |
| 46                        | Domen Novak (SLO) (route)      | AB                        |
| 47                        | Pavel Sivakov (FRA)            | 55e                       |

| Team Picnic-PostNL TPP | Team Picnic-PostNL TPP    | Team Picnic-PostNL TPP |
| ---------------------- | ------------------------- | ---------------------- |
| Num                    | Coureur                   | Pos                    |
| 51                     | Enzo Leijnse (NED)        | AB                     |
| 52                     | Romain Combaud (FRA)      | AB                     |
| 53                     | Sean Flynn (GBR)          | AB                     |
| 54                     | Warren Barguil (FRA)      | 30e                    |
| 55                     | Timo Roosen (NED)         | AB                     |
| 56                     | Kevin Vermaerke (USA)     | AB                     |
| 57                     | Frank van den Broek (NED) | 26e                    |

| Team Jayco AlUla JAY | Team Jayco AlUla JAY       | Team Jayco AlUla JAY |
| -------------------- | -------------------------- | -------------------- |
| Num                  | Coureur                    | Pos                  |
| 61                   | Michael Matthews (AUS)     | 5e                   |
| 62                   | Patrick Gamper (AUT)       | AB                   |
| 63                   | Anders Foldager (DEN)      | 59e                  |
| 64                   | Alan Hatherly (RSA)        | AB                   |
| 65                   | Ben O'Connor (AUS)         | AB                   |
| 66                   | Mauro Schmid (SUI) (route) | 15e                  |
| 67                   | Filippo Zana (ITA)         | AB                   |

| Soudal Quick-Step SOQ | Soudal Quick-Step SOQ       | Soudal Quick-Step SOQ |
| --------------------- | --------------------------- | --------------------- |
| Num                   | Coureur                     | Pos                   |
| 71                    | Remco Evenepoel (BEL)       | 3e                    |
| 72                    | Ilan Van Wilder (BEL)       | 54e                   |
| 73                    | Louis Vervaeke (BEL)        | 58e                   |
| 74                    | Pepijn Reinderink (NED)     | AB                    |
| 75                    | Maximilian Schachmann (GER) | 53e                   |
| 76                    | Mauri Vansevenant (BEL)     | 42e                   |
| 77                    | Pascal Eenkhoorn (NED)      | AB                    |

| Red Bull-Bora-Hansgrohe RBH | Red Bull-Bora-Hansgrohe RBH   | Red Bull-Bora-Hansgrohe RBH |
| --------------------------- | ----------------------------- | --------------------------- |
| Num                         | Coureur                       | Pos                         |
| 81                          | Maxim Van Gils (BEL)          | AB                          |
| 82                          | Roger Adrià (ESP)             | AB                          |
| 83                          | Finn Fisher-Black (NZL)       | AB                          |
| 84                          | Alexander Hajek (AUT) (route) | AB                          |
| 85                          | Jonas Koch (GER)              | AB                          |
| 86                          | Mick van Dijke (NED)          | 72e                         |
| 87                          | Tim van Dijke (NED)           | AB                          |

| Movistar Team MOV | Movistar Team MOV                | Movistar Team MOV |
| ----------------- | -------------------------------- | ----------------- |
| Num               | Coureur                          | Pos               |
| 91                | Ruben Guerreiro (POR)            | AB                |
| 92                | Nélson Oliveira (POR)            | AB                |
| 93                | Davide Formolo (ITA)             | 27e               |
| 94                | Gregor Mühlberger (AUT)          | 35e               |
| 95                | Michel Hessmann (GER)            | AB                |
| 96                | Gonzalo Serrano (ESP)            | AB                |
| 97                | Natnael Tesfatsion (ERI) (route) | AB                |

| Lidl-Trek TBL | Lidl-Trek TBL           | Lidl-Trek TBL |
| ------------- | ----------------------- | ------------- |
| Num           | Coureur                 | Pos           |
| 101           | Thibau Nys (BEL)        | 12e           |
| 102           | Andrea Bagioli (ITA)    | 36e           |
| 103           | Mattias Skjelmose (DEN) | 1er           |
| 104           | Patrick Konrad (AUT)    | 41e           |
| 105           | Toms Skujiņš (LAT)      | 39e           |
| 106           | Quinn Simmons (USA)     | AB            |
| 107           | Otto Vergaerde (BEL)    | AB            |

| Intermarché-Wanty IWA | Intermarché-Wanty IWA  | Intermarché-Wanty IWA |
| --------------------- | ---------------------- | --------------------- |
| Num                   | Coureur                | Pos                   |
| 111                   | Louis Barré (FRA)      | 6e                    |
| 112                   | Kamiel Bonneu (BEL)    | 79e                   |
| 113                   | Dries De Pooter (BEL)  | AB                    |
| 114                   | Alexander Kamp (DEN)   | 18e                   |
| 115                   | Georg Zimmermann (GER) | 31e                   |
| 116                   | Lorenzo Rota (ITA)     | AB                    |
| 117                   | Luca Van Boven (BEL)   | 74e                   |

| Ineos Grenadiers IGD | Ineos Grenadiers IGD     | Ineos Grenadiers IGD |
| -------------------- | ------------------------ | -------------------- |
| Num                  | Coureur                  | Pos                  |
| 121                  | Tobias Foss (NOR)        | AB                   |
| 122                  | Omar Fraile (ESP)        | AB                   |
| 123                  | Bob Jungels (LUX)        | AB                   |
| 124                  | Victor Langellotti (MON) | 71e                  |
| 125                  | Axel Laurance (FRA)      | 49e                  |
| 126                  | Magnus Sheffield (USA)   | 51e                  |
| 127                  | Artem Shmidt (USA)       | 63e                  |

| Groupama-FDJ GFC | Groupama-FDJ GFC            | Groupama-FDJ GFC |
| ---------------- | --------------------------- | ---------------- |
| Num              | Coureur                     | Pos              |
| 131              | Valentin Madouas (FRA)      | 19e              |
| 132              | Cyril Barthe (FRA)          | AB               |
| 133              | Rémi Cavagna (FRA)          | 69e              |
| 134              | Kevin Geniets (LUX) (route) | 43e              |
| 135              | Romain Grégoire (FRA)       | 7e               |
| 136              | Johan Jacobs (SUI)          | AB               |
| 137              | Quentin Pacher (FRA)        | 33e              |

| EF Education-EasyPost EFE | EF Education-EasyPost EFE | EF Education-EasyPost EFE |
| ------------------------- | ------------------------- | ------------------------- |
| Num                       | Coureur                   | Pos                       |
| 141                       | Ben Healy (IRL)           | 10e                       |
| 142                       | Vincenzo Albanese (ITA)   | AB                        |
| 143                       | Samuele Battistella (ITA) | 70e                       |
| 144                       | Neilson Powless (USA)     | 13e                       |
| 145                       | Alex Baudin (FRA)         | 48e                       |
| 146                       | Harry Sweeny (AUS)        | AB                        |
| 147                       | Marijn van den Berg (NED) | AB                        |

| Decathlon-AG2R La Mondiale DAT | Decathlon-AG2R La Mondiale DAT | Decathlon-AG2R La Mondiale DAT |
| ------------------------------ | ------------------------------ | ------------------------------ |
| Num                            | Coureur                        | Pos                            |
| 151                            | Pierre Gautherat (FRA)         | AB                             |
| 152                            | Dorian Godon (FRA)             | 44e                            |
| 153                            | Sander De Pestel (BEL)         | AB                             |
| 154                            | Noa Isidore (FRA)              | AB                             |
| 155                            | Jordan Labrosse (FRA)          | AB                             |
| 156                            | Oliver Naesen (BEL)            | AB                             |
| 157                            | Bastien Tronchon (FRA)         | 38e                            |

| Cofidis COF | Cofidis COF                 | Cofidis COF |
| ----------- | --------------------------- | ----------- |
| Num         | Coureur                     | Pos         |
| 161         | Dylan Teuns (BEL)           | 46e         |
| 162         | Sam Maisonobe (FRA)         | AB          |
| 163         | Alex Aranburu (ESP) (route) | AB          |
| 164         | Valentin Ferron (FRA)       | AB          |
| 165         | Ludovic Robeet (BEL)        | AB          |
| 166         | Damien Touzé (FRA)          | 67e         |
| 167         | Jan Maas (NED)              | AB          |

| Bahrain Victorious TBV | Bahrain Victorious TBV   | Bahrain Victorious TBV |
| ---------------------- | ------------------------ | ---------------------- |
| Num                    | Coureur                  | Pos                    |
| 171                    | Pello Bilbao (ESP)       | 25e                    |
| 172                    | Santiago Buitrago (COL)  | 29e                    |
| 173                    | Nicolò Buratti (ITA)     | AB                     |
| 174                    | Edoardo Zambanini (ITA)  | 45e                    |
| 175                    | Fred Wright (GBR)        | AB                     |
| 176                    | Robert Stannard (AUS)    | AB                     |
| 177                    | Mathijs Paasschens (NED) | AB                     |

| Arkéa-B&B Hotels ARK | Arkéa-B&B Hotels ARK    | Arkéa-B&B Hotels ARK |
| -------------------- | ----------------------- | -------------------- |
| Num                  | Coureur                 | Pos                  |
| 181                  | Anthony Delaplace (FRA) | 66e                  |
| 182                  | Simon Guglielmi (FRA)   | AB                   |
| 183                  | Laurens Huys (BEL)      | AB                   |
| 184                  | Mathis Le Berre (FRA)   | 60e                  |
| 185                  | Kévin Vauquelin (FRA)   | AB                   |
| 186                  | Donavan Grondin (FRA)   | AB                   |
| 187                  | Victor Guernalec (FRA)  | AB                   |

| Alpecin-Deceuninck ADC | Alpecin-Deceuninck ADC  | Alpecin-Deceuninck ADC |
| ---------------------- | ----------------------- | ---------------------- |
| Num                    | Coureur                 | Pos                    |
| 191                    | Gal Glivar (SLO)        | 76e                    |
| 192                    | Quinten Hermans (BEL)   | 16e                    |
| 193                    | Xandro Meurisse (BEL)   | 52e                    |
| 194                    | Oscar Riesebeek (NED)   | AB                     |
| 195                    | Henri Uhlig (GER)       | AB                     |
| 196                    | Gianni Vermeersch (BEL) | AB                     |
| 197                    | Emiel Verstrynge (BEL)  | 75e                    |

| Uno-X Mobility UXM | Uno-X Mobility UXM           | Uno-X Mobility UXM |
| ------------------ | ---------------------------- | ------------------ |
| Num                | Coureur                      | Pos                |
| 201                | Martin Bugge Urianstad (NOR) | AB                 |
| 202                | Fredrik Dversnes (NOR)       | 32e                |
| 203                | Ådne Holter (NOR)            | 62e                |
| 204                | Stian Fredheim (NOR)         | AB                 |
| 205                | Andreas Leknessund (NOR)     | 28e                |
| 206                | William Blume Levy (DEN)     | AB                 |
| 207                | Erik Nordsæter Resell (NOR)  | AB                 |

| Lotto LOT | Lotto LOT                   | Lotto LOT |
| --------- | --------------------------- | --------- |
| Num       | Coureur                     | Pos       |
| 211       | Cédric Beullens (BEL)       | AB        |
| 212       | Logan Currie (NZL)          | AB        |
| 213       | Jarrad Drizners (AUS)       | AB        |
| 214       | Arjen Livyns (BEL)          | 77e       |
| 215       | Reuben Thompson (NZL)       | 56e       |
| 216       | Jonas Gregaard Wilsly (DEN) | AB        |
| 217       | Henri Vandenabeele (BEL)    | AB        |

| Israel-Premier Tech IPT | Israel-Premier Tech IPT | Israel-Premier Tech IPT |
| ----------------------- | ----------------------- | ----------------------- |
| Num                     | Coureur                 | Pos                     |
| 221                     | Simon Clarke (AUS)      | 64e                     |
| 222                     | Joseph Blackmore (GBR)  | 14e                     |
| 223                     | Alexey Lutsenko (KAZ)   | 17e                     |
| 224                     | Nadav Raisberg (ISR)    | AB                      |
| 225                     | Nick Schultz (AUS)      | AB                      |
| 226                     | Riley Sheehan (USA)     | AB                      |
| 227                     | Corbin Strong (NZL)     | 65e                     |

| Unibet Tietema Rockets RKT | Unibet Tietema Rockets RKT | Unibet Tietema Rockets RKT |
| -------------------------- | -------------------------- | -------------------------- |
| Num                        | Coureur                    | Pos                        |
| 231                        | Joren Bloem (NED)          | AB                         |
| 232                        | Hartthijs de Vries (NED)   | 61e                        |
| 233                        | Jelle Johannink (NED)      | AB                         |
| 234                        | Tomáš Kopecký (CZE)        | 78e                        |
| 235                        | Lukáš Kubiš (SVK) (route)  | AB                         |
| 236                        | Lander Loockx (BEL)        | 47e                        |
| 237                        | Sergio Meris (ITA)         | AB                         |

| Team TotalEnergies TEN | Team TotalEnergies TEN    | Team TotalEnergies TEN |
| ---------------------- | ------------------------- | ---------------------- |
| Num                    | Coureur                   | Pos                    |
| 241                    | Mathieu Burgaudeau (FRA)  | 24e                    |
| 242                    | Rayan Boulahoite (FRA)    | AB                     |
| 243                    | Alexandre Delettre (FRA)  | 23e                    |
| 244                    | Sandy Dujardin (FRA)      | 57e                    |
| 245                    | Baptiste Vadic (FRA)      | AB                     |
| 246                    | Valentin Retailleau (FRA) | AB                     |
| 247                    | Anthony Turgis (FRA)      | AB                     |